# ألكسندر شليابنيكوف
ألكسندر غافريلوفيتش شليابنيكوف (أغسطس 1885 - 2 سبتمبر 1937) كان ثوريًا روسيًا شيوعيًا، وعاملًا في مجال الصناعات المعدنية، وزعيمًا نقابيًا. يبرز ذكره كاتبًا لمذكرات حول ثورة أكتوبر عام 1917، وكذلك بوصفه زعيم حركة معارضة العمال، واحدة من أبرز حركات المعارضة داخل حزب الشيوعي الروسي خلال العقد 1920.

## سيرته

### نشأته
ولد ألكسندر شليابنيكوف في 30 أغسطس 1885 في موروم، إمبراطورية روسيا، لعائلة فقيرة من أصل روسي ومن أتباع عقيدة المؤمنين القدامى. توفي والده عندما كان طفلًا صغيرًا. في عام 1898، عندما بلغ عمره 13 عامًا، بدأ شليابنيكوف العمل في مصنع كوندراتوف في فاتشا، وبعام واحد فقط بدأ العمل في مصانع سورموفو في نيجني نوفغورود، حيث تلقى أولى تجاربه مع الأدب الماركسي. بدعوة من شقيقه الأكبر بيتر، انتقل شليابنيكوف إلى سانت بطرسبرغ في نهاية عام 1900، حيث بدأ العمل بجانب شقيقه في مصنع سيميانيكوف (المعروف أيضًا باسم مصنع نيفسكي) وسرعان ما شارك في الاضطرابات العمالية هناك. عند بلوغه سن الخامسة عشرة، أُدرج شليابنيكوف على قائمة العمال الذين يمنع توظيفهم، ولم يعد قادرًا على العثور على وظيفة في المصانع الكبيرة في سانت بطرسبرغ، واضطر للعودة إلى سورموفو، حيث وجد نفسه مرة أخرى بدون عمل بسبب اشتباهه في التطرف. أثناء وجوده في سورموفو، كُلّف بتوزيع أدب محظور في موروم، الأمر الذي فتح له الباب لاحقًا أمام حزب العمال الديمقراطي الاشتراكي الروسي.

## أنشطة ما قبل الثورة

### 1905 والهجرة من روسيا
وفقًا للمعلومات التي قدمها شليابنيكوف بنفسه، انضم إلى البلاشفة في عام 1903، العام الذي شهد انقسامهم عن الاجتماعيين الثوريين. استمر في العمل كعامل في مصنع في موروم حتى عند تعمقه في المشاركة في النشاط السياسي، وفي عام 1904، اعتقل بتهمة توزيع أدب محظور. نجح شليابنيكوف في إقناع الادعاء بأنه استدرج من قبل مثيري الشغب في الشرطة، وبالتالي نجح في استعادة حريته، لكنه أيضًا جذب انتباه الجماعات المتشددة المحلية، الذين هاجموه بوحشية أثناء عودته إلى منزله. دون رادع، واصل شليابنيكوف نشاطه الثوري، وخلال ثورة عام 1905، قاد مظاهرة مسلحة لعمال موروم؛ ساعد في خطف رئيس الشرطة المحلي وإجبار الشرطة على التراجع، مما أدى إلى اعتقاله مرة أخرى. حتى بعد إطلاق سراحه بموجب العفو العام الصادر في أكتوبر، استمر تصعيده وعناده في رؤيته الثورية، مما أدى إلى اعتقاله للمرة الثالثة، وسجن لفترة استمرت حتى يناير 1907. تقريبًا على الفور بعد إطلاق سراحه، جُنّد في الجيش، وبعد رفضه أداء اليمين بالولاء للقيصر، اعتقلته الشرطة مرة أخرى. أطلق سراحه بكفالة، واختفى في السر، ووجد عملًا في محطة كهرباء 1886 في سانت بطرسبرغ، حيث التقى بزميله عامل المعادن سيرغي ميدفيديف، مؤسسًا صداقة استمرت عقودًا طويلة. لاحقًا في عام 1907، أصبح شليابنيكوف، البالغ من العمر الآن 22 عامًا، عضوًا في اللجنة البطرسبورجية لحزب العمل الديمقراطي الاجتماعي الروسي البلشفي، ونظرًا لبزوغ شهرته، نصحه أصدقاؤه في نهاية عام 1907 بالهجرة من روسيا. كلف بحمل رسائل لزعيم البلاشفة فلاديمير لينين، وغادر روسيا في يناير 1908، وبعد وصوله إلى سويسرا بحلول 6 فبراير، حيث أجرى اجتماعًا قصيرًا مع لينين، واستمر في السفر إلى باريس، وخلال شهرين فقط، وجد شليابنيكوف عملًا في مصنع للسيارات في ضاحية آسنيير.

## في المنفى
تأقلم شليابنيكوف جيدًا مع حياته في باريس، حيث حسّن مهاراته في اللغة الفرنسية وألقى خطبًا وكتب مقالات، وشارك في سياسة المهاجرين الروس وكذلك في النقابات الفرنسية، ذلك بينما كان يواصل عمله كعامل في مجال الصناعات المعدنية. انضم إلى لجنة إقليمية لحزب الاشتراكيين الفرنسيين وأصبح قائدًا في نقابة العمال الميكانيكيين الباريسية، مما أتاح له التواصل مع مجموعة متنوعة من عمال المعادن ونقابيين فرنسيين وألمانيين وسويديين ونرويجيين. انخرط شليابنيكوف في علاقة عاطفية مع ألكساندرا كولونتاي في عام 1911، والتي انتمت في ذلك الوقت إلى الاجتماعيين الثوريين، وسافر معها إلى ألمانيا في يناير 1912، لكنه لم يتأقلم جيدًا مع الحياة هناك، وعاد إلى فرنسا بعد عدة أشهر، على الرغم من استمراره في زيارة كولونتاي في ألمانيا. خلال تلك الفترة، بدأ شليابنيكوف في الكتابة بشكل أكثر تواترًا، وشارك في مناقشات نقابية فرنسية، حيث دافع ضد كل من «غير السياسيين» في النقابات، حيث اعتبر أن جهودهم تضعف فقط النقابات، وضد الأناركو-نقابيين الذين اتهمهم بالاستفزاز تجاه الجماهير وعدم استعدادهم لجذبها إلى العمل الثوري.

## الحرب العالمية الأولى
في ربيع عام 1914، وجد شليابنيكوف نفسه غير قادر على العثور على عمل في الصناعة، وبالتالي قرر العودة إلى روسيا، حيث عاد في أبريل 1914. نظرًا لعدم ثقته في الجاسوس الشرطي رومان مالينوفسكي وعادته في تجنب الاجتماعات الجماعية، تمكن من تفادي موجة الاعتقالات التي مست العديد من البلاشفة في صيف عام 1914. رفض منصبًا في منظمة الحزب البلشفي المركزية، وجد عملًا كعامل في مجال الصناعات المعدنية، وادعى أنه عامل فرنسي لتفادي السلطات، بينما واصل مشاركته في الحركة البلشفية السرية. اندلعت الحرب العالمية الأولى مما اضطر شليابنيكوف لمغادرة روسيا، حيث استدعت الحكومة الفرنسية مواطنيها وبالتالي دمرت غطاءه. في سبتمبر 1914، أرسلت لجنة بطرسبورج شليابنيكوف إلى اسكندنافيا. نتيجة لاندلاع الحرب، أصبحت السويد، التي بقيت محايدة، واحدة من القليل من الطرق التي يمكن للمهاجرين البلاشفة استخدامها للتواصل مع البلاشفة الروس. وعلى الرغم من نجاحه في تنظيم طريق إلى روسيا باستخدام عمال النقل السويديين، وجد نفسه غير قادر على الحصول على عمل في الصناعة في السويد أو الحصول على تمويل من منظمات الحزب الروسية. اضطر إلى أخذ قروض من الاشتراكيين السويديين، وأرسل عدة حزم من المواد إلى روسيا، واقترح مسارات تهريب محتملة، لكنه لم يتلق أي رد، وفقدت شبكته للتهريب العديد من الروابط مما أدى إلى تعطلها. قامت كولونتاي، التي كانت أيضًا تعيش في السويد، بمساعدته في هذه المحاولات، لكنها اعتقلت بسبب نشاطاتها المناهضة للحرب وتم ترحيلها إلى كوبنهاجن، وشجع الاشتراكيون السويديون شليابنيكوف على مغادرة البلاد طوعًا حتى يمكن له أن يعود إلى البلاد لاحقًا. سافر إلى لندن في أبريل 1915، وعلى الفور تقريبًا وجد عملًا كخرّاط في مصنع فيات للسيارات في ويمبلي، وخلال وجوده هناك انضم إلى جمعية المهندسين الموحدين وشارك في أنشطتها.
بحلول أغسطس 1915، جمع شليابنيكوف ما يكفي من المال لإعادة تأسيس شبكة التهريب البلشفية في اسكندنافيا، لكنه سرعان ما اقتنع بحاجته للعودة إلى روسيا لإعداد العمليات من هناك، وترك العمليات في اسكندنافيا بأيدي نيكولاي بوخارين، ويفجينيا بوش، وجورجي بياتاكوف. وفقًا لتعليمات لينين وغريغوري زينوفييف، كان من المفترض تأسيسه مكتبًا صغيرًا للجنة المركزية في روسيا، وتجنيد أعضاء فقط من بين العمال مثل فاسيلي شميت، وأن يُعد قرارًا بشأن الحرب. لضمان أن لديه ما يكفي من السلطة لأداء مهامه، انضم لينين وزينوفييف شليابنيكوف إلى اللجنة المركزية، ووصل بنجاح إلى بتروغراد في أكتوبر 1915.